# Ristra

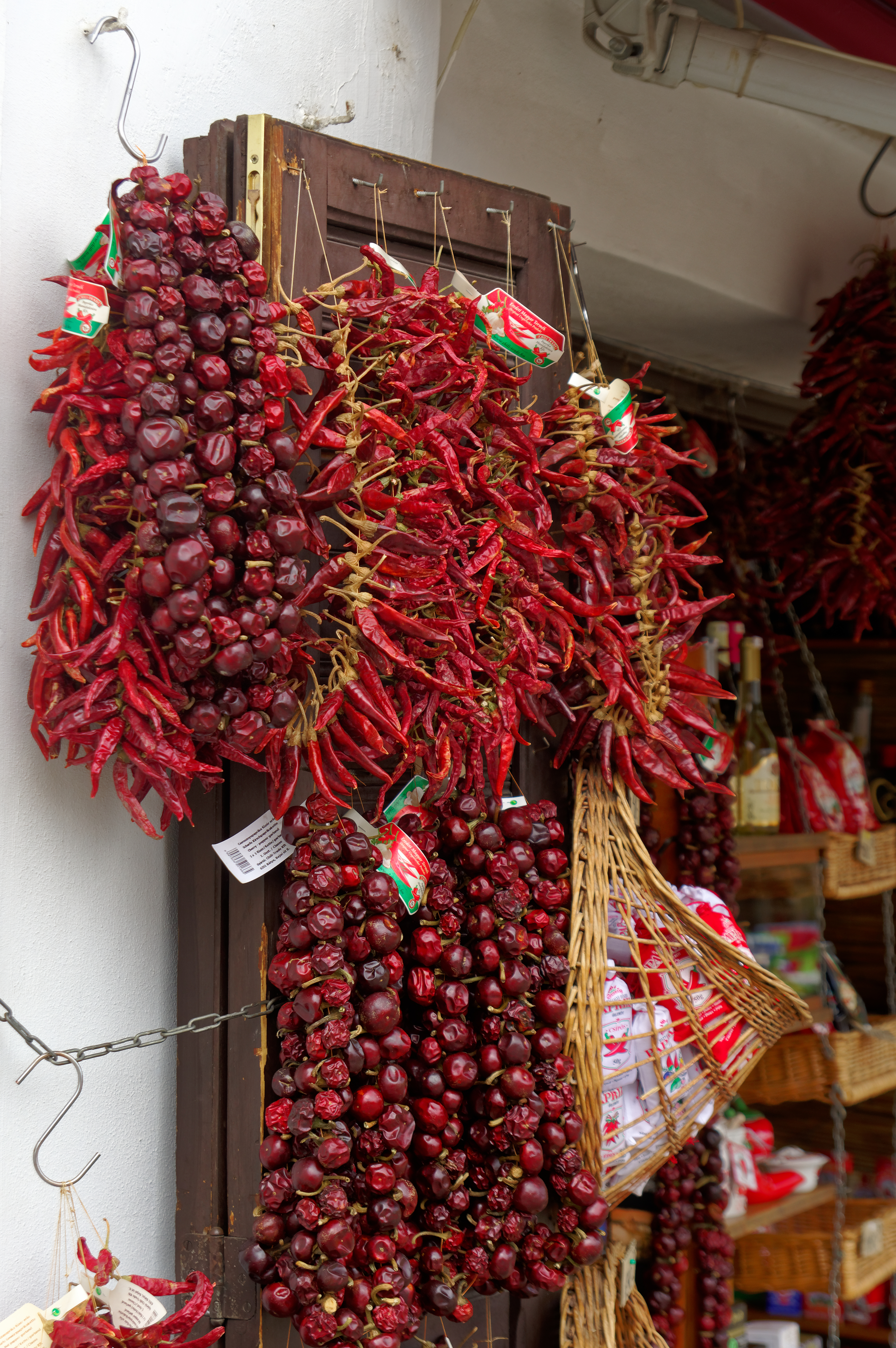
Ristras de chiles (ajíes o guindillas).

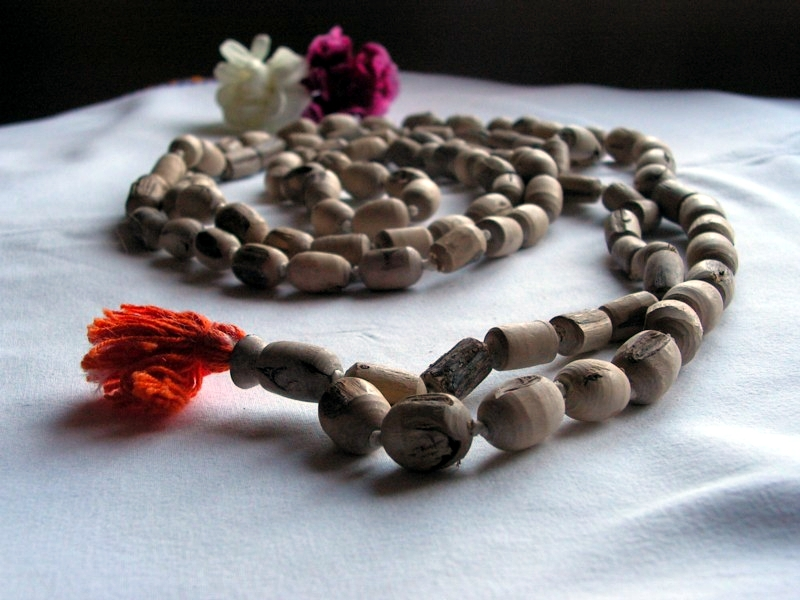
Un yapa mala o sarta de cuentas de madera de tulasi

Una ristra (del latín, restula; dim. de restis, 'cuerda') es un conjunto de elementos de un mismo origen, unos a continuación de los otros, unidos frecuentemente con una guita (cuerda delgada de cáñamo) o cordel.
Otros términos comunes son sarta o sartal (lat., sarta; pl. de sartum, 'atado'), horca u horco (referido únicamente a una ristra de ajos), moño, garba, rastra o brazo.

## Uso

### En gastronomía
Las ristras más comunes son las de ciertos alimentos, como los chorizos, ajos o pimientos. El motivo de ensartar estos alimentos con cuerdas es para poderlos colgar en grandes cantidades ya sea en lugares interiores para que se curen, o en lugares exteriores para que se sequen al sol.
Las cabezas de ajo, por ejemplo, se trenzan enteras a partir de las hojas verdes. Esta práctica es común en algunas zonas del sur de España. También se hace con cebollas o mazorcas de maíz. Los chorizos y otros embutidos en ristra, se forman en una tripa y se atan con la cuerda para dividirlos en porciones más pequeñas. También los chiles (ajíes o guindillas) y otros tipos de pimientos se atan en ristras para secarse al sol.
Durante la Feira da Cebola de Sangenjo, España, se otorga un premio a la ristra de cebollas más larga elaborada durante el año.

### En la cultura popular
- Las ristras de ajos aparecen a menudo en la literatura y cine como método para ahuyentar a los vampiros, colgadas al cuello a modo de collar.

- En algunos lugares, los coches de boda suelen llevar colgada detrás una ristra de latas para que hagan ruido y los vecinos se enteren de la buena noticia.

### Sentido figurado
En el lenguaje coloquial y figurado, son frecuentes las analogías de la «ristra» para otros objetos o conceptos que se repiten sucesivamente o colocados uno tras de otro. Por ejemplo: «El número π tiene una ristra de decimales»; «Eso que dices es una sarta de mentiras».
En algunos lenguajes de programación, a las colecciones lineales de datos se les suele llamar ristras. Es particularmente usado la expresión ristra de caracteres para referirse al tipo de datos string.